# Pleradenophora longicuspis
Pleradenophora es un género monotípico de plantas con flores perteneciente a la familia Euphorbiaceae. Su única especie: Pleradenophora longicuspis es originaria de Belice.

## Taxonomía
Pleradenophora longicuspis fue descrito por (Standl.) Esser y publicado en Genera Euphorbiacearum 377. 2001.
Sinonimia
- Sebastiania longicuspis Standl.	basónimo
- Sebastiania standleyana Lundell	[2][3]